# شغب منفوحة 2013
شغب منفوحة 2013 هي أحدث شغب وقعت في مطلع نوفمبر من عام 2013 في حي منفوحة بالعاصمة الرياض، بين بعض أفراد الجالية الإيثيوبية اللذين دخلوا إلى السعودية عن طريق الهجرة غير الشرعية، وهم مقيمون بطريقة غير نظامية، و بين الأجهزة الأمنية السعودية من جهة أخرى. خلَّفت الأحداث 5 قتلى وعشرات المصابين، وبسببها تم ترحيل عشرات الآلاف من الإثيوبيين المقيمين بطريقة غير شرعية.